# TiaraGirl
TiaraGirl（ティアラガール）は女性ファッション雑誌。年4回発行。初代編集長は坊農さやか。2015年4月時点での編集長は瀬戸晴加。

## 概要
2006年11月18日創刊。創刊プレ号は2006年9月20日発売。この2冊のみ500円で販売。それ以降はフリーペーパーとして主に全国の主要大学で無料配布されている。
創刊時から3年間の発行人は杉山顕太郎（ナレッジパーク社長、キャンパスパーク代表）。創刊プレ号のカバーガールは、2004年ミス青学小川友佳、上原美晴、近藤しづか、伊藤寿賀子。2006年の創刊以降、同年のミス慶應竹内由恵などが登場した。
2009年雑誌内の企画として歌手グループ「TiaraGirl」をデビューさせる。

## 大学生女子シンガー『TiaraGirl』
TiaraGirlは女子大学生で構成されている歌手グループである。2009年10月21日にデビューした。

### メンバー
- 賀本乃梨子（明治学院大学）
- 坂梨亜里咲（明治大学）
- ちばゆか（二松学舎大学）